# Площадь Расковой
Пло́щадь Раско́вой (14 января 1943 года) — площадь в Москве на территории районов Аэропорт и Сокол Северного административного округа.

## Расположение
Площадь находится на пересечении Ленинградского проспекта, улиц Песчаная и Новопесчаная, а также Чапаевского переулка.

## История
Ранее это была главная площадь села Всехсвятского, вошедшего в черту Москвы в 1917 году. До 1922 года площадь называлась Всехсвятская (Сенная), позднее — Отцовская. Село называлось Всехсвятским после постройки в нём в 1683 году первой церкви во имя Всех Святых (до наших дней сохранилась вторая церковь, построенная на месте первой в 1733-1736 годах). До этого село носило имя Святые Отцы, предположительно от располагавшегося там монастыря, освящённого во имя VII Вселенского Собора.

## Происхождение названия
Площадь названа 14 января 1943 года в честь Героя Советского Союза лётчицы Марины Михайловны Расковой, погибшей 4 января 1943 года близ Саратова.

## Транспорт
- На площади расположена станция метро «Сокол».
- По площади проходят автобусы м1, н1, н12, т65, т70, т86, 105, 175, 356, 403, 412.